# Thornburghiella carolina
Thornburghiella carolina is een muggensoort uit de familie van de glansmuggen (Psychodidae). De wetenschappelijke naam van de soort is voor het eerst geldig gepubliceerd in 1931 door Banks.